# Миријам Хопкинс
Миријам Хопкинс (енгл. Miriam Hopkins) је била америчка глумица, рођена 18. октобра 1902. године у Савани, а преминула 9. октобра 1972. године у Њујорку.

## Филмографија
| Улоге Миријам Хопкинс |                              |               |       |          |
| Година                | Српски назив                 | Изворни назив | Улога | Напомена |
| 1931.                 | Доктор Џекил и господин Хајд |               |       |          |
| 1940.                 | Вирџинија Сити               |               |       |          |
| 1952.                 | Кери                         |               |       |          |
| 1966.                 | Потера без милости           |               |       |          |